# 490+1=491
490+1=491 (491) è un film del 1964 diretto da Vilgot Sjöman basato sul romanzo 491 di Lars Görling.

## Trama
Un gruppo di giovani delinquenti viene affidato a un programma sperimentale di riabilitazione sociale, in cui vengono messi a vivere insieme sotto la supervisione di alcuni assistenti sociali invece di essere mandati in prigione. L'esperimento tuttavia prende una piega inquietante: i ragazzi, piuttosto che rieducarsi, danno sfogo alla loro violenza e frustrazione, mettendo in discussione l'efficacia e la moralità del progetto stesso. Il film esplora temi come la devianza giovanile, l'ipocrisia sociale, la sessualità repressa e l'autorità.

### Controversie
Il film fu estremamente controverso per i suoi contenuti, inclusi riferimenti a violenza sessuale e un'allusione a un rapporto omosessuale e persino alla zoofilia in una scena tagliata. Il film fu bandito in Norvegia per molti anni e generò accesi dibattiti sulla censura e la libertà artistica.